# Callidium schotti
Callidium schotti là một loài bọ cánh cứng trong họ Cerambycidae.